# Deschacht-Hens-FSP
Deschacht-Hens-FSP is een Belgische wielerploeg, gespecialiseerd in het veldrijden. Het team heeft een classificatie als UCI Cyclo-Cross Pro Team. Dit statuut geeft het recht op deelname aan de UCI Continentale circuits op de weg.

## Geschiedenis
De ploeg werd in 2017 opgericht als eenmansploeg Containers Maes rondom Vincent Baestaens. De eerste andere renners in de ploeg waren vanaf het seizoen 2019/20 Len Dejonghe, Lander Loockx en Mascha Mulder toen de ploeg een ingeschreven crossploeg werd. Vanaf januari 2020 kwam ook Tom Meeusen uit voor de ploeg.
In 2023 werd de ploeg een UCI Cyclo-Cross Pro Team waardoor ze ook als continentale ploeg op de weg kan deelnemen. De ploeg werd hierdoor uitgebreid met enkele wegrenners en gravelspecialisten. In februari 2024 ging Toon Aerts voor de ploeg reden nadat zijn schorsing afliep.

## Ploegnamen
| Jaar                                                    | Naam | UCI-code            |
| ------------------------------------------------------- | --- | ------------------- |
| 2017-2019 2019-2020 2020-2021 2021-2022 2022-2024 2024- | Containers Maes Group Hens-Maes Containers CX Team Deschacht-Group Hens-Maes Containers Deschacht-Hens-Maes Deschacht-Hens-FSP | MAE G8B HMC DHM DHF |

## Renners
| voormalig Vincent Baestaens (2017-2022) Mascha Mulder (2019-2021) Len Dejonghe (2019-2022) Lander Loockx (2019-2023) Tom Meeusen (2020-2022) Jetze van Campenhout (2020-2022) Daan Soete (2020-2024) Maud Kaptheijns (2021-2022) Dario Lillo (2021-2023) Anton Ferdinande (2022-2023) Ferre Urkens (2022-2023) Mae Cabaca (2023-2024) | Huidige Victor Van de Putte (2022-) Corné van Kessel (2022-) Nicholas Taberes (2023-) Brent Clé (2023-) Rhune Clynen (2023-) Wannes Verschuere (2023-) Giel Lejeune (2023-) Robbe Marchand (2023-) Iris Offerein (2023-) Sven Verbeeck (2023-) Toon Aerts (2024-) Onno Verheyen (2024-) |